# オルゴン
オルゴン (Orgone) は、精神医学者ヴィルヘルム・ライヒが発見したとする自然界に遍在・充満するエネルギー。オルガスムス（性的絶頂）からオルゴンと名づけられた。オルゴンは性エネルギー、生命エネルギーであるとされ、病気治療に有効であると考えられた。日本では東洋のいわゆる気のエネルギーと同じモノと考える者がいる。

## 発見
1939年に、ライヒはナチス・ドイツからノルウェーへ亡命中、オスロ大学にいた。そこで彼は、小胞バイオンを培養基に入れ、顕微鏡で観察した。その際、彼はバイオンと異なる光を見た。それは青い光で激しく動いていた。その放射は、目や皮膚を痛めるとライヒは感じた。そこで彼は培養基を内側が金属、外側は木の板の箱に入れた。その後、箱を開けてみると培養基ごと光っており、培養基を取り出しても箱の中に光る粒子が見えたという。ライヒはこのエネルギーをオルゴンと名づけ、箱をアキュムレーターと名づけた。ライヒはオルゴンを効率的に集積・放射できる装置「オルゴン・アキュムレーター」（オルゴン集積器・オルゴン蓄積器）を設計、製作した。これはしばしばマスコミなどに嘲笑され、「オルゴン・ボックス」「セックス・ボックス」などと呼ばれた。
その後、ライヒはアメリカ合衆国に行き、1940年ニューヨークからメイン州レーンジュエリーに転居。ライヒは支援者によりオルゴン研究所「オルゴノン」を開設し、ロバート・マッカローらとともにオルゴンの研究に取り組む。1941年、ライヒはアルベルト・アインシュタインにオルゴノスコープ（オルゴン拡大鏡）でオルゴンを見せた。
1951年、ライヒはラジウムの放射能を中和できるものと期待して実験したところ失敗した。検体は死に、研究員は吐き気や頭痛で研究所を退去した。このとき発生したものをOrgone Anti-Nuclear Radiation（反放射性オルゴン）略称Oranur（オラナー、オラヌール）とライヒは名づけた。オラナーはひとに不快感を催させるため、研究所には人が入れなくなった。そこでライヒは、まず水酸化ナトリウムである程度状況を改善させ、そのほか試した結果、塩化ナトリウムにより状況は改善されたという。このとき、1か月黒い雲が研究所の上空にあり続けた。ライヒは、オラナーがDeadly Orgone（デッドリーオルゴン、死のオルゴン、略称DOR）になったと考えた。そこでライヒは、オルゴンを集中的に放射する投射機（構造は下部を曲げて流水にアースさせてある中空のチューブを並べたもの）を作成し、これを使い上空の黒雲を消した。彼はこの機器をクラウドバスターと称した。クラウドバスターを雲に向けて引き金を引くと、放射されたオルゴンによって上空の雲を消去して、数度の実験に成功した。
1954年、ライヒはUFOを目撃した。ライヒはその機体を、DOR利用か侵略目的の宇宙人のものだと直感し、クラウドバスターで撃墜の必要を世に訴える。

## 治療
ライヒはこのオルゴンを治療において応用し、「生物学的オルゴン療法」と「物理学的オルゴン療法」に分けた。前者についてはライヒがオルゴン発見以前から精神分析の応用として行ってきた「性格分析的植物神経療法」と同一である。実証性はともかく、現代医学ないし科学と矛盾するような技術や理論は含まれていない。後者はオルゴン集積器などを用いた実験的な治療で、ライヒ本人は通常の治療には生物学的オルゴン療法を主体にすべきだと考えていた。
1954年に、オルゴン・アキュムレーターの販売ががん治療機の不法製造販売にあたるとされ、ライヒはFDAから訴えられた。裁判所の命令に従わず1957年にライヒは投獄され、1957年11月3日にコネチカット刑務所で心臓発作を起こし死亡した。

## オルゴンを扱った作品

### フィクション

#### 音楽作品
- ケイト・ブッシュ「Cloudbusting」（1985年リリースのアルバム『Hounds of Love』初出）
- 細野晴臣「ORGONE BOX」（1989年リリースのアルバム『オムニ・サイト・シーイング』初出）
- P-MODEL「時間等曲率漏斗館へようこそ」（1993年リリースのアルバム『Big body』初出）
- 筋肉少女帯「機械」（1996年リリースのアルバム『キラキラと輝くもの』初出）

#### アニメ
- 『劇場用オリジナル版 ふしぎの海のナディア』（1991年劇場公開）
- 『ルパン三世 愛のダ・カーポ〜FUJIKO'S Unlucky Days〜』（1999年放送）
- 『キャプテン・アース』（2014年放送）

#### 小説
- 中里融司『狂科学ハンターREI』

#### ゲーム
- 『スーパーロボット大戦J』
- 『スーパーロボット大戦OG ムーン・デュエラーズ』
- 『ソニック・ザ・ヘッジホッグCD』（※敵キャラクター、メタルソニックに「オルゴン融合エンジン」なる動力源として設定上登場）
- 『黄雷のガクトゥーン』